# موسیقی کیهانی
موسیقی کیهانی (به انگلیسی: Music of the Spheres) نهمین آلبوم استودیویی گروه راک بریتانیایی کلدپلی است که در ۱۵ اکتبر ۲۰۲۱، توسط پارلفون در بریتانیا و آتلانتیک رکوردز در ایالات متحده منتشر شد. در این آلبوم، سلنا گومز، وی آر کینگ، جیکوب کولیر و گروه بی‌تی‌اس حضور دارند.

## فهرست قطعات
اعضای ترانه نویس کلدپلی گای بریمن، جانی باکلند، ویل چمپیون و کریس مارتین هستند.
| موسیقی کیهانی – لیست قطعات نسخه‌ی استاندارد | موسیقی کیهانی – لیست قطعات نسخه‌ی استاندارد | موسیقی کیهانی – لیست قطعات نسخه‌ی استاندارد                    | موسیقی کیهانی – لیست قطعات نسخه‌ی استاندارد        | موسیقی کیهانی – لیست قطعات نسخه‌ی استاندارد |
| شماره                                      | نام                                        | نویسنده(ها)                                                   | Producer(s)                                       | مدت                                        |
| ------------------------------------------ | ------------------------------------------ | ------------------------------------------------------------- | ------------------------------------------------- | ------------------------------------------ |
| ۱.                                         | «موسیقی کیهانی»                            | کلدپلی مکس مارتین ریک سیمپسون دن گرین فردریکو ویندوِر بیل راکو | مارتین اسکار هولتر راکو سیمپسون گرین ویندوِر       | ۰:۵۳                                       |
| ۲.                                         | «قدرت بالاتر»                              | کلدپلی مارتین ویندوِر دنیس کارایت                              | مارتین هولتر راکو سیمپسون گرین                    | ۳:۲۶                                       |
| ۳.                                         | «نوع بشر»                                  | کلد پلی مارتین ویندوِر گرین جان هاپکینز هولتر استفن فرای       | مارتین هولتر گرین ویندوِر هاپکینز                  | ۴:۲۶                                       |
| ۴.                                         | «Alien Choir»                              | کلدپلی مارتین هاپکینز                                         | مارتین راکو هاپکینز                               | ۰:۵۳                                       |
| ۵.                                         | «بگذار کسی برود» (با سلنا گومز)            | کلدپلی مارتین اَپل مارتین لیووی فرنک هولتر راکو مترو بومین     | مارتین هولتر راکو سیمپسون گرین هاپکینز مترو بومین | ۴:۰۱                                       |
| ۶.                                         | «قلب انسان» (با We Are King & جیکوب کولیر) | کلدپلی مارتین کولیر پاریس استروتر امبر استروتر                | مارتین هولتر راکو کولیر We Are King               | ۳:۰۸                                       |
| ۷.                                         | «اهل غرور»                                 | کلدپلی مارتین راکو درک دیکسی سام اسپارو جسی راگ               | مارتین هولتر راکو سیمپسون گرین                    | ۳:۳۷                                       |
| ۸.                                         | «زیبا»                                     | کلدپلی مارتین دیوید روسی هولتر                                | مارتین هولتر راکو سیمپسون گرین آنجل لوپز ویندوِر   | ۳:۱۲                                       |
| ۹.                                         | «موسیقی کیهانی قسمت ۲»                     | کلدپلی مارتین                                                 | مارتین راکو                                       | ۰:۲۱                                       |
| ۱۰.                                        | «جهان من» (با بی تی اس)                    | کلدپلی مارتین هولتر راکو شوگا جی-هوپ آرام (خواننده رپ)        | مارتین هولتر راکو سیمپسون گرین                    | ۳:۴۶                                       |
| ۱۱.                                        | «نشانه‌ی بی‌نهایت»                           | کلدپلی مارتین هاپکینز                                         | مارتین هولتر راکو سیمپسون گرین هاپکینز            | ۳:۴۶                                       |
| ۱۲.                                        | «رنگارنگ»                                  | کلدپلی مارتین پ. استروتر جان متکالف روسی                      | مارتین هولتر راکو                                 | ۱۰:۱۷                                      |
| مجموع مدت:                                 | مجموع مدت:                                 | مجموع مدت:                                                    | مجموع مدت:                                        | ۴۱:۵۰                                      |

| موسیقی کیهانی – قطعات جایزه‌ی نسخه‌ی ژاپنی | موسیقی کیهانی – قطعات جایزه‌ی نسخه‌ی ژاپنی | موسیقی کیهانی – قطعات جایزه‌ی نسخه‌ی ژاپنی | موسیقی کیهانی – قطعات جایزه‌ی نسخه‌ی ژاپنی | موسیقی کیهانی – قطعات جایزه‌ی نسخه‌ی ژاپنی |
| شماره                                    | نام                                      | نویسنده(ها)                              | Producer(s)                              | مدت                                      |
| ---------------------------------------- | ---------------------------------------- | ---------------------------------------- | ---------------------------------------- | ---------------------------------------- |
| ۱۳.                                      | «قدرت بالاتر» (نسخه‌ی آکوستیک)            | کلدپلی مارتین ویندوِر کارایت              | مارتین هولتر راکو سیمپسون گرین           | ۳:۳۴                                     |
| ۱۴.                                      | «قدرت بالاتر» (تییستو ریمیکس)            | کلدپلی مارتین ویندوِر کارایت              | مارتین هولتر راکو سیمپسون گرین تییستو    | ۳:۴۹                                     |
| مجموع مدت:                               | مجموع مدت:                               | مجموع مدت:                               | مجموع مدت:                               | ۴۹:۱۳                                    |

| موسیقی کیهانی – قطعات جایزه‌ی نسخه‌ی لوکس دیجیتال | موسیقی کیهانی – قطعات جایزه‌ی نسخه‌ی لوکس دیجیتال | موسیقی کیهانی – قطعات جایزه‌ی نسخه‌ی لوکس دیجیتال | موسیقی کیهانی – قطعات جایزه‌ی نسخه‌ی لوکس دیجیتال | موسیقی کیهانی – قطعات جایزه‌ی نسخه‌ی لوکس دیجیتال |
| شماره                                           | نام                                             | نویسنده(ها)                                     | Producer(s)                                     | مدت                                             |
| ----------------------------------------------- | ----------------------------------------------- | ----------------------------------------------- | ----------------------------------------------- | ----------------------------------------------- |
| ۱۳.                                             | «قدرت بالاتر» (نسخه‌ی آکوستیک)                   | کلدپلی مارتین ویندوِر کارایت                     | مارتین هولتر راکو سیمپسون گرین                  | ۳:۳۴                                            |
| ۱۴.                                             | «جهان من» (نسخه‌ی آکوستیک)                       | کلدپلی مارتین هولتر راکو شوگا آر ام جی-هوپ      | مارتین هولتر راکو سیمپسون گرین                  | ۳:۴۳                                            |
| ۱۵.                                             | «جهان من» (Supernova 7 mix)                     | کلدپلی مارتین هولتر راکو شوگا جی-هوپ آر ام      | مارتین هولتر راکو سیمپسون گرین                  | ۴:۳۹                                            |
| ۱۶.                                             | «جهان من» (ریمیکس شوگا)                         | کلدپلی مارتین هولتر راکو شوگا جی-هوپ آر ام      | مارتین هولتر راکو سیمپسون گرین                  | ۳:۰۸                                            |
| ۱۷.                                             | «جهان من» (orchestral mix)                      | کلدپلی مارتین هولتر راکو شوگا جی-هوپ آر ام      | مارتین هولتر راکو سیمپسون گرین                  | ۴:۱۹                                            |
| مجموع مدت:                                      | مجموع مدت:                                      | مجموع مدت:                                      | مجموع مدت:                                      | ۶۱:۱۳                                           |